# HUG (東方神起の曲)
「HUG」（ハグ、朝鮮語: 포옹）は、東方神起の楽曲である。韓国ではSMエンタテインメントより2004年1月15日にデビュー・シングルとして、日本ではrhythm zoneより2004年11月25日に来日記念盤として発売された。
本作は、MIAKチャートの37位にランクインし、発売した最初の月で4630枚のヒットを記録した。日本のオリコン週間シングルランキングでは77位を獲得した。

## 概要
東方神起の韓国でのデビュー・シングルで、カップリング曲はファン・ソンジェが手がけた「My Little Princess」やBoAと共演した「Oh Holy Night」が収録された。表題曲のミュージック・ビデオは、2003年12月にイルサンアートハウスにて撮影が行なわれた。
日本でも2004年11月25日に来日記念盤として発売された。韓国で発売されたものとは収録内容が異なり、「HUG -International Ver.-」と題された英語バージョンおよびそのバージョン違い（オフヴォーカルも含む）の3曲が収録された。「CD+DVD」の形態で発売され、DVDには表題曲の英語バージョンとオリジナル・バージョン、次作「The Way U Are」のミュージック・ビデオが収録された。日本で発売された本作は、オリコン週間シングルランキングで77位を獲得した。
日本デビュー曲とするメディアも存在するが、日本でのシングル作品としてカウントされておらず、翌年に発売された『Stay With Me Tonight』がメジャーデビュー・シングルとなっている。

## 発売形態
韓国盤
- CDのみ
- 品番: SM-083

来日記念盤
- CD+DVD
- 品番: RZCD-45159/B

## 収録内容
韓国
| #         | タイトル                           | 作詞                | 作曲         | 編曲          | 時間  |
| --------- | ---------------------------------- | ------------------- | ------------ | ------------- | ----- |
| 1.        | 「Hug」                            | 박창현 윤정         | 박창현       | 박창현 황성제 | 3:48  |
| 2.        | 「My Little Princess」             | 배화영              | 황성제       | 황성제        | 3:51  |
| 3.        | 「Oh Holy Night」(featuring BoA)   | John Sullivan Dwigh | Adolphe Adam | 김현아        | 3:11  |
| 4.        | 「My Little Princess (Acappella)」 | 배화영              | 황성제       |               | 2:23  |
| 5.        | 「Hug (Instrumental)」             |                     |              |               | 3:48  |
| 合計時間: | 合計時間:                          | 合計時間:           | 合計時間:    | 合計時間:     | 17:01 |

 日本
| 全作曲: Park Chang-hyun、全編曲: 春川仁志、村山達哉。 |                                           |           |                 |      |
| #                                                     | タイトル                                  | 作詞      | 作曲・編曲      | 時間 |
| 1.                                                    | 「HUG (International Ver.)」              | Kenn Kato | Park Chang-hyun | 4:08 |
| 2.                                                    | 「HUG (International Ver.) : Radio Edit」 | Kenn Kato | Park Chang-hyun | 3:47 |
| 3.                                                    | 「HUG (International Ver.) : Inst.」      |           | Park Chang-hyun | 3:46 |

| #  | タイトル                     | 作詞 | 作曲・編曲 |
| -- | ---------------------------- | ---- | ---------- |
| 1. | 「HUG (International Ver.)」 |      |            |
| 2. | 「HUG (Original Ver.)」      |      |            |
| 3. | 「The way U are」            |      |            |

## 曲の解説
1. Hug
デビュー前のK.Willがコーラスで参加している[6]。
日本で発売された「HUG -International ver.-」は英語バージョン。日本で発売された1stアルバム『Heart, Mind and Soul』には日本語バージョンで収録され、同じく12thシングル『SUMMER〜Summer Dream/Song for you/Love in the Ice〜』の[CD]のみ仕様には、日本語のアカペラバージョンが収録された。
2. My Little Princess (있잖아요...)
3. Oh Holy Night-Feat. BoA
クリスマス・キャロル「O holy night」のカバー。曲の前半を東方神起、後半をBoAが歌唱している。
4. My Little Princess (Acappella)
2曲目のアカペラバージョン。

## パーソネル
| Hug - 동방신기 - Vocals - 김형수 - Chorus - 홍준호 - Guitar My Little Princess (있잖아요...) - 동방신기 - Vocals - 이성렬 - Guitar | Oh Holy Night - 동방신기、BoA - Vocals My Little Princess (Acappella) - 동방신기 - Vocals - 황성제 - Chorus |

## タイアップ
HUG -International ver.-
- 中京テレビ・日本テレビ系『サルヂエ』エンディングテーマ
- 中京テレビ・日本テレビ系『筧利夫&DA PUMPの少年チャンプル』エンディングテーマ

## カバー
『Hug』（ハグ） は、韓国のボーイズグループ・RIIZEのデジタルシングル。東方神起のデビュー曲「Hug」をRIIZEがカバーしており、SMエンタテインメント創立30周年記念アルバムの先行配信曲として、2025年1月8日にSMエンタテインメントよりリリースされた。

### 概要
本作は、2004年に発売された東方神起のデビュー曲「Hug」を、RIIZEがリメイクした楽曲である。
東方神起やRIIZEが所属するSMエンタテインメントは、2025年に創立30周年を迎え、コンサート、オーケストラライブ公演、ブランドフィルムなど多彩なオンライン・オフラインプロジェクトを展開し、「SMミュージック」に焦点を置いた記念アルバムを発売する。アルバムにはSMの代表曲を先輩・後輩アーティストが互いに各チームの色に合わせて再解釈し、リメイクしたバージョンが収録される。
今回RIIZEがリメイクした「Hug」は、パク・ムンチが編曲したもの。原曲にY2Kの感性とトレンディなサウンドが加わり、ニュートロ（New+Retro）な雰囲気を添え、イントロとともに、RIIZEの柔らかいアカペラとさわやかなボーカルが印象深い仕上がりになっている。1月8日のリリースと同時に、音源とステージビデオが同時公開された。
SMエンタテインメント創立30周年記念アルバムの先行配信曲として公開されており、後日アルバムに収録される予定である。なお、他の収録曲は1月11日・12日の2日間、韓国・ソウルの高尺スカイドームで開催される『SMTOWN LIVE 2025』を通じて初披露される。

### 収録曲
| #         | タイトル  | 作詞                          | 作曲               | 編曲         | 時間 |
| --------- | --------- | ----------------------------- | ------------------ | ------------ | ---- |
| 1.        | 「Hug」   | パク・チャンヒョン,ユンジョン | パク・チャンヒョン | パク・ムンチ | 3:54 |
| 合計時間: | 合計時間: | 合計時間:                     | 合計時間:          | 合計時間:    | 3:54 |

## 収録アルバム
HUG (韓国語Ver.)
- オリジナル『TRI-ANGLE』

HUG -International ver.-
- ベスト『COMPLETE -SINGLE A-SIDE COLLECTION-』

HUG (International Ver.):Radio Edit
- オリジナル『TRI-ANGLE』（日本ライセンス盤）

HUG (日本語Ver.)
- オリジナル『Heart, Mind and Soul』
- ベスト『BEST SELECTION 2010』

Hug (RIIZEカバー)
- SM創立30周年記念アルバム『2025 SMTOWN : THE CULTURE, THE FUTURE』